# Зграде Генералштаба (Београд)
Зграде Генералштаба се налазе у Београду, у улици Кнеза Милоша 33-41.
Зграде су подигнуте су између 1955. и 1965. према пројекту архитекте Николе Добровића, као двочлани ансамбл, који се у време грађења називао Државни секретаријат за народну одбрану. Током НАТО агресије на Југославију 1999. године, зграде због свог значаја у одбрани земље, биле су погођене и оштећене. Као значајно остварење послератне српске и југословенске архитектуре, зграде су заштићене као непокретно културно добро, споменик културе Зграде Генералштаба војске Србије и Црне Горе и Министарства одбране.
Комплекс се састоји из два монументална, степенасто завршена тракта који се каскадно спуштају ка Немањиној улици, креирајући на тај начин урбани симбол градске капије. Прилаз ка овим трактовима, благо повученим у односу на регулациону линију улице Кнеза Милоша остварен је кроз два монументална портика. Осим експресивних каскадних форми, фасаде одликује примена контрастних материјала — робусног, мрко-црвеног камена из Косјерића и белих мермерних плоча са острва Брача. Најупечатљивији визуелни мотив представљају прозорске траке на фасадама, обликоване у духу позног модернизма.

## Историјат
Комплекс зграда, намењен седишту Министарства одбране Југославије и Генералштаба Југословенске народне армије, грађен је од 1955. до 1965. године.
Дана 29. априла 1999. године, током НАТО бомбардовања Југославије, комплекс је бомбардован два пута у року од петнаест минута. Пошто је био напуштен у тренутку напада, бомбардовање се углавном тумачило као симболички чин који је представљао удар на државу, а не само као циљ са непосредним стратешким значајем. Девет дана касније, око поноћи 7. маја 1999. године, комплекс је поново бомбардован.
Осим уклањања улазног анекса зграде „Б“ 2014. године, комплекс никада није обновљен и данас представља најпознатију рушевину Београда.
Године 2015. извршено је уклањање рушевина из Зграде „А“ у циљу стабилизације структуре. Том приликом, око 5.000 квадратних метара централног дела Зграде „А“ потпуно је срушено, а бетонске носеће греде на уличној страни поново су изливене.
Године 2015, поводом 16. годишњице почетка НАТО бомбардовања Србије, Влада Србије организовала је церемонију испред комплекса, што су неки посматрачи протумачили као доказ да су рушевине заиста постале де факто ратни споменик.
Године 2017. Влада Србије је покренула планове за рушење преосталих делова Зграде „А“ у циљу евентуалне реконструкције у њеном оригиналном изгледу. Удружење архитеката Србије покренуло је иницијативу за кандидатуру објекта за УНЕСКO листу светске баштине, наводећи да је Влада Србије желела да га уклони из Регистра културних добара, али је, због дуготрајног правног поступка, изабрала другачији пут. Удружење је осудило одлуку владе и потенцијално рушење Зграде „А“ означило као „дефинитиван губитак наше културе“, истичући да је она „споменик страдања и бруталности снага НАТО-а“.
Од тада је било неколико других предлога за зграду, укључујући њено претварање у хотел. Тадашњи премијер Србије, Александар Вучић, најавио је планове за изградњу споменика Стефану Немањи и Музеја средњовековне Србије на месту зграде „А“. Ова идеја је касније напуштена, јер је споменик постављен на Савском тргу.
У марту 2024. године, Александар Јовановић је изјавио да Влада Србије планира потписивање меморандума којим ће зграде бити практично предате америчким офшор компанијама Kushner Realty и Atlantic Incubation Partners LLC, регистрованим на Џонатана Кушнера, рођака Џареда Кушнера, зета 45. и 47. председника Сједињених Америчких Држава Доналда Трампа. Министар грађевинарства и инфраструктуре Горан Весић потврдио је да је на јавном састанку добио овлашћење од Владе Србије да потпише меморандум којим ће комплекс бити издат у закуп на 99 година америчким офшор компанијама. Завод за заштиту споменика културе града Београда саопштио је да зграда има статус културног добра и да није примио ниједан званичан документ који предлаже укидање тог статуса. Касније је Џеред Кушнер објавио приказе који су приказивали луксузни комплекс на месту комплекса. Као одговор, покрет Еколошки устанак најавио је покретање петиције за спречавање продаје комплекса и изградњу меморијалног центра посвећеног жртвама НАТО бомбардовања 1999. године на том месту.
Дана 15. маја 2024. године, Влада Србије је одобрила уговор са Џаредом Кушнером у партнерству са Ричардом Гренелом о плановима за изградњу луксузног хотела вредног 500 милиона долара на месту бомбардованих зграда. Дана 15. новембра 2024. године, Влада Србије донела је одлуку о уклањању зграде из Централног регистра непокретних културних добара, чиме је ефективно омогућила реализацију свог плана. Одлука је ступила на снагу 23. новембра 2024. године. Дана 16. јануара 2025. године, Џаред Кушнер је најавио да ће изградити Трамп хотел на месту Зграде Генералштаба. Дана 17. јануара 2025. године, Републички завод за заштиту споменика културе саопштио је да неће уклонити зграду Зграду Генералштаба из Централног регистра. Завод се позвао на Закон о културном наслеђу, који каже да, да би културно добро било уклоњено са листе споменика у Централном регистру, мора или престати да постоји или бити потпуно уништено, што у овом случају није случај.
Дана 15. октобра 2024. године, Еуропа Ностра номиновала је зграду Министарства одбране Југославије за листу 7 најугроженијих споменика и културних локалитета у Европи за 2025. годину, због покушаја владе да уништи зграду.

## Галерија
- Оштећена зграда „A”
(2006)
- Оштећена зграда „A”"
(2012)
- Оштећена зграда „A”
након делимичног сређивања
(2019)
- Оштећена зграда „Б”
(2013)
- Оштећена фасада зграде
(2013)